# Луций Фуфидий Полион
Луций Фуфидий Полион (на латински: Lucius Fufidius Pollio) e политик и сенатор на Римската империя през 2 век.
През 166 г. Фуфидий Полион е суфектконсул заедно с Квинт Сервилий Пудент.